# Lawrence Shankland
Lawrence Shankland (Glasgow, 10 agosto 1995) è un calciatore scozzese, attaccante degli Hearts, di cui è capitano, e della nazionale scozzese.

## Carriera

### Club
Ha giocato nella prima divisione scozzese. Nella stagione 2022-2023, con la maglia degli Hearts, mette a segno 25 reti superando il record di John Robertson stabilito nella stagione 1991-1992.
Nel 2024 viene nominato giocatore dell'anno.

### Nazionale
Nel 2015 ha segnato un gol in 4 presenze nella nazionale scozzese Under-21.
Nel 2019 ha esordito in nazionale maggiore nella sconfitta per 1-2 contro la Russia.

## Statistiche

### Presenze e reti nei club
Statistiche aggiornate al 9 agosto 2022.
| Stagione            | Squadra             | Campionato          | Campionato | Campionato | Coppe nazionali | Coppe nazionali | Coppe nazionali | Coppe continentali | Coppe continentali | Coppe continentali | Altre coppe | Altre coppe | Altre coppe | Totale | Totale |
| Stagione            | Squadra             | Comp                | Pres       | Reti       | Comp            | Pres            | Reti            | Comp               | Pres               | Reti               | Comp        | Pres        | Reti        | Pres   | Reti   |
| ------------------- | ------------------- | ------------------- | ---------- | ---------- | --------------- | --------------- | --------------- | ------------------ | ------------------ | ------------------ | ----------- | ----------- | ----------- | ------ | ------ |
| 2011-2012           | Queen's Park        | STD                 | 1          | 0          | CS+CdL          | 0               | 0               | -                  | -                  | -                  | -           | -           | -           | 1      | 0      |
| 2012-2013           | Queen's Park        | STD                 | 32+2       | 11+1       | CS+CdL          | 3+3             | 1+0             | -                  | -                  | -                  | SCC         | 2           | 1           | 42     | 14     |
| Totale Queen's Park | Totale Queen's Park | Totale Queen's Park | 33+2       | 11+1       |                 | 6               | 1               |                    | -                  | -                  |             | 2           | 1           | 43     | 14     |
| 2013-gen. 2014      | Aberdeen            | SP                  | 0          | 0          | CS+CdL          | 0               | 0               | -                  | -                  | -                  | -           | -           | -           | 0      | 0      |
| gen.-giu. 2014      | Dunfermline         | SL1                 | 13         | 7          | CS+CdL          | 1+0             | 0               | -                  | -                  | -                  | -           | -           | -           | 14     | 7      |
| 2014-2015           | Aberdeen            | SP                  | 17         | 0          | CS+CdL          | 0               | 0               | UEL                | 0                  | 0                  | -           | -           | -           | 17     | 0      |
| Totale Aberdeen     | Totale Aberdeen     | Totale Aberdeen     | 17         | 0          |                 | 0               | 0               |                    | 0                  | 0                  |             | -           | -           | 17     | 0      |
| 2015-2016           | St. Mirren          | SC                  | 31         | 10         | CS+CdL          | 1+0             | 0               | -                  | -                  | -                  | SCC         | 0           | 0           | 32     | 10     |
| 2016-gen. 2017      | St. Mirren          | SP                  | 16         | 0          | CS+CdL          | 1+3             | 2+1             | -                  | -                  | -                  | SCC         | 3           | 1           | 23     | 4      |
| Totale St. Mirren   | Totale St. Mirren   | Totale St. Mirren   | 47         | 10         |                 | 5               | 3               |                    | -                  | -                  |             | 3           | 1           | 55     | 14     |
| gen.-giu. 2017      | Greenock Morton     | SC                  | 16+2       | 4+0        | CS+CdL          | 0               | 0               | -                  | -                  | -                  | -           | -           | -           | 18     | 4      |
| 2017-2018           | Ayr Utd             | SC                  | 30         | 26         | CS+CdL          | 2+0             | 1+0             | -                  | -                  | -                  | SCC         | 0           | 0           | 32     | 27     |
| 2018-2019           | Ayr Utd             | SC                  | 31+2       | 24+0       | CS+CdL          | 1+6             | 1+9             | -                  | -                  | -                  | SCC         | 1           | 0           | 41     | 34     |
| Totale Ayr Utd      | Totale Ayr Utd      | Totale Ayr Utd      | 61+2       | 50         |                 | 9               | 11              |                    | -                  | -                  |             | 1           | 0           | 73     | 61     |
| 2019-2020           | Dundee Utd          | SC                  | 26         | 24         | CS+CdL          | 2+4             | 2+2             | -                  | -                  | -                  | SCC         | 1           | 0           | 33     | 28     |
| 2020-2021           | Dundee Utd          | SP                  | 32         | 8          | CS+CdL          | 4+0             | 1+0             | -                  | -                  | -                  | -           | -           | -           | 36     | 9      |
| lug.-ago. 2021      | Dundee Utd          | SP                  | 1          | 0          | CdL             | 4               | 3               | -                  | -                  | -                  | -           | -           | -           | 5      | 3      |
| Totale Dundee Utd   | Totale Dundee Utd   | Totale Dundee Utd   | 59         | 32         |                 | 14              | 8               |                    | -                  | -                  |             | 1           | 0           | 74     | 40     |
| ago. 2021-2022      | Beerschot VA        | PL                  | 26         | 5          | CB              | 2               | 0               | -                  | -                  | -                  | -           | -           | -           | 28     | 5      |
| 2022-2023           | Hearts              | SP                  | 37         | 24         | CS+CdL          | 1+1             | 1+0             | UEL+UECL           | 2+6                | 1+2                | -           | -           | -           | 47     | 28     |
| 2023-2024           | Hearts              | SP                  | 37         | 24         | CS+CdL          | 3+3             | 2+2             | UECL               | 4                  | 3                  | -           | -           | -           | 47     | 31     |
| Totale Hearts       | Totale Hearts       | Totale Hearts       | 74         | 48         |                 | 8               | 5               |                    | 12                 | 6                  |             | -           | -           | 94     | 59     |
| Totale carriera     | Totale carriera     | Totale carriera     | 352        | 168        |                 | 45              | 28              |                    | 12                 | 6                  |             | 7           | 2           | 416    | 204    |

### Cronologia presenze e reti in nazionale
| Cronologia completa delle presenze e delle reti in nazionale ― Scozia | Cronologia completa delle presenze e delle reti in nazionale ― Scozia | Cronologia completa delle presenze e delle reti in nazionale ― Scozia | Cronologia completa delle presenze e delle reti in nazionale ― Scozia | Cronologia completa delle presenze e delle reti in nazionale ― Scozia | Cronologia completa delle presenze e delle reti in nazionale ― Scozia | Cronologia completa delle presenze e delle reti in nazionale ― Scozia | Cronologia completa delle presenze e delle reti in nazionale ― Scozia |
| Data                                                                  | Città                                                                 | In casa                                                               | Risultato                                                             | Ospiti                                                                | Competizione                                                          | Reti                                                                  | Note                                                                  |
| --------------------------------------------------------------------- | --------------------------------------------------------------------- | --------------------------------------------------------------------- | --------------------------------------------------------------------- | --------------------------------------------------------------------- | --------------------------------------------------------------------- | --------------------------------------------------------------------- | --------------------------------------------------------------------- |
| 10-10-2019                                                            | Mosca                                                                 | Russia                                                                | 4 – 0                                                                 | Scozia                                                                | Qual. Euro 2020                                                       | -                                                                     | 46’                                                                   |
| 13-10-2019                                                            | Glasgow                                                               | Scozia                                                                | 6 – 0                                                                 | San Marino                                                            | Qual. Euro 2020                                                       | 1                                                                     |                                                                       |
| 8-10-2020                                                             | Glasgow                                                               | Scozia                                                                | 0 – 0 dts (5 – 3 dtr)                                                 | Israele                                                               | Qual. Euro 2020                                                       | -                                                                     | 73’                                                                   |
| 15-11-2020                                                            | Trnava                                                                | Slovacchia                                                            | 1 – 0                                                                 | Scozia                                                                | UEFA Nations League 2020-2021 - 1º turno                              | -                                                                     | 87’                                                                   |
| 28-3-2023                                                             | Glasgow                                                               | Scozia                                                                | 2 – 0                                                                 | Spagna                                                                | Qual. Euro 2024                                                       | -                                                                     | 89’                                                                   |
| 16-11-2023                                                            | Tbilisi                                                               | Georgia                                                               | 2 – 2                                                                 | Scozia                                                                | Qual. Euro 2024                                                       | 1                                                                     | 86’                                                                   |
| 19-11-2023                                                            | Glasgow                                                               | Scozia                                                                | 3 – 3                                                                 | Norvegia                                                              | Qual. Euro 2024                                                       | -                                                                     | 89’                                                                   |
| 22-3-2024                                                             | Amsterdam                                                             | Paesi Bassi                                                           | 4 – 0                                                                 | Scozia                                                                | Amichevole                                                            | -                                                                     | 68’                                                                   |
| 26-3-2024                                                             | Glasgow                                                               | Scozia                                                                | 0 – 1                                                                 | Irlanda del Nord                                                      | Amichevole                                                            | -                                                                     | 78’                                                                   |
| 3-6-2024                                                              | Faro                                                                  | Gibilterra                                                            | 0 – 2                                                                 | Scozia                                                                | Amichevole                                                            | -                                                                     |                                                                       |
| 7-6-2024                                                              | Glasgow                                                               | Scozia                                                                | 2 – 2                                                                 | Finlandia                                                             | Amichevole                                                            | 1                                                                     | 63’                                                                   |
| 14-6-2024                                                             | Monaco di Baviera                                                     | Germania                                                              | 5 – 1                                                                 | Scozia                                                                | Euro 2024 - 1º turno                                                  | -                                                                     | 82’                                                                   |
| 19-6-2024                                                             | Colonia                                                               | Scozia                                                                | 1 – 1                                                                 | Svizzera                                                              | Euro 2024 - 1º turno                                                  | -                                                                     | 90+1’                                                                 |
| 23-6-2024                                                             | Stoccarda                                                             | Scozia                                                                | 0 – 1                                                                 | Ungheria                                                              | Euro 2024 - 1º turno                                                  | -                                                                     | 76’                                                                   |
| 5-9-2024                                                              | Glasgow                                                               | Scozia                                                                | 2 – 3                                                                 | Polonia                                                               | UEFA Nations League 2024-2025 - 1º turno                              | -                                                                     | 71’                                                                   |
| 18-11-2024                                                            | Varsavia                                                              | Polonia                                                               | 1 – 2                                                                 | Scozia                                                                | UEFA Nations League 2024-2025 - 1º turno                              | -                                                                     | 66’                                                                   |
| Totale                                                                |                                                                       | Presenze                                                              | 16                                                                    |                                                                       | Reti                                                                  | 3                                                                     |                                                                       |

## Palmarès

### Club

#### Competizioni nazionali
- Scottish Championship: 1

Dundee United: 2019-2020
- Scottish League One: 1

Ayr Utd: 2017-2018

### Individuale
- Capocannoniere della Scottish League One: 1

2017-2018 (26 reti)
- Capocannoniere della Scottish Championship: 2

2018-2019 (24 reti), 2019-2020
- Capocannoniere della Scottish League Cup: 1

2018-2019 (9 reti)